# Galeazzo Porro
Galeazzo Porro, in lingua latina: Galeacius de Porris (Milano, seconda metà del XV secolo – Torino, 1515), è stato un tipografo e incisore italiano.

## Biografia
I dati biografici di Galeazzo Porro, come peraltro del fratello Pietro Paolo, non sono del tutto noti. Nato a Milano, nel primo decennio del XVI secolo fu attivo a Torino dove, con il fratello, fu zecchiere dei Savoia e tipografo. Nel 1512 stampò un Graduale romano, a cui seguì l'anno successivo un Antifonario. Il suo nome appare per l'ultima volta nell'Isagoge di Vincenzo Truchio.